# シャルル＝アルフォンス・デュ・フレノワ
シャルル＝アルフォンス・デュ・フレノワ（Charles-Alphonse Du Fresnoy、1611年 - 1668年1月16日）はフランスの画家、著述家である。絵画に関するラテン語の詩、『画論』("De arte graphica"）の著者として知られる。

## 略歴
パリで薬剤師の息子に生まれた。医療に関する仕事の訓練を受け、ラテン語、ギリシャ語を学んだが、美術の道に進んだ。パリでイタリアで学んできた画家のフランソワ・ペリエやシモン・ヴーエに学んだ。21歳になった時に、仕事のあてのないままローマに修行に出て、遺跡や建物を描いた
。
2年間ローマで暮らした後、ブーエのもとで一緒に学んだピエール・ミニャールがローマに修行に来たことによって、ミニャールの援助で仕事が得られるようになった。ラファエロや古典を研究し、1653年からにヴェネツィアに移り、1656年にパリに戻った。フランスではランシー城(Château du Raincy)の装飾画を描いたとされる。脳卒中を起こしパリ近くで没した。
絵画に関するデュ・フレノワのラテン語の詩、『画論』("De arte graphica"）はイタリア滞在中に執筆され、ピエール・ミニャールによって出版された。1668年にロジェ・ド・ピル(Roger de Piles)によってフランス語に翻訳されたのをはじめ、いくつかの言語に翻訳され、17世紀、18世紀の画家に影響を与えた 。英語にはジョン・ドライデンが翻訳した。イギリスの画家のジョシュア・レノルズが注釈を加えて出版されたりした。

## 作品

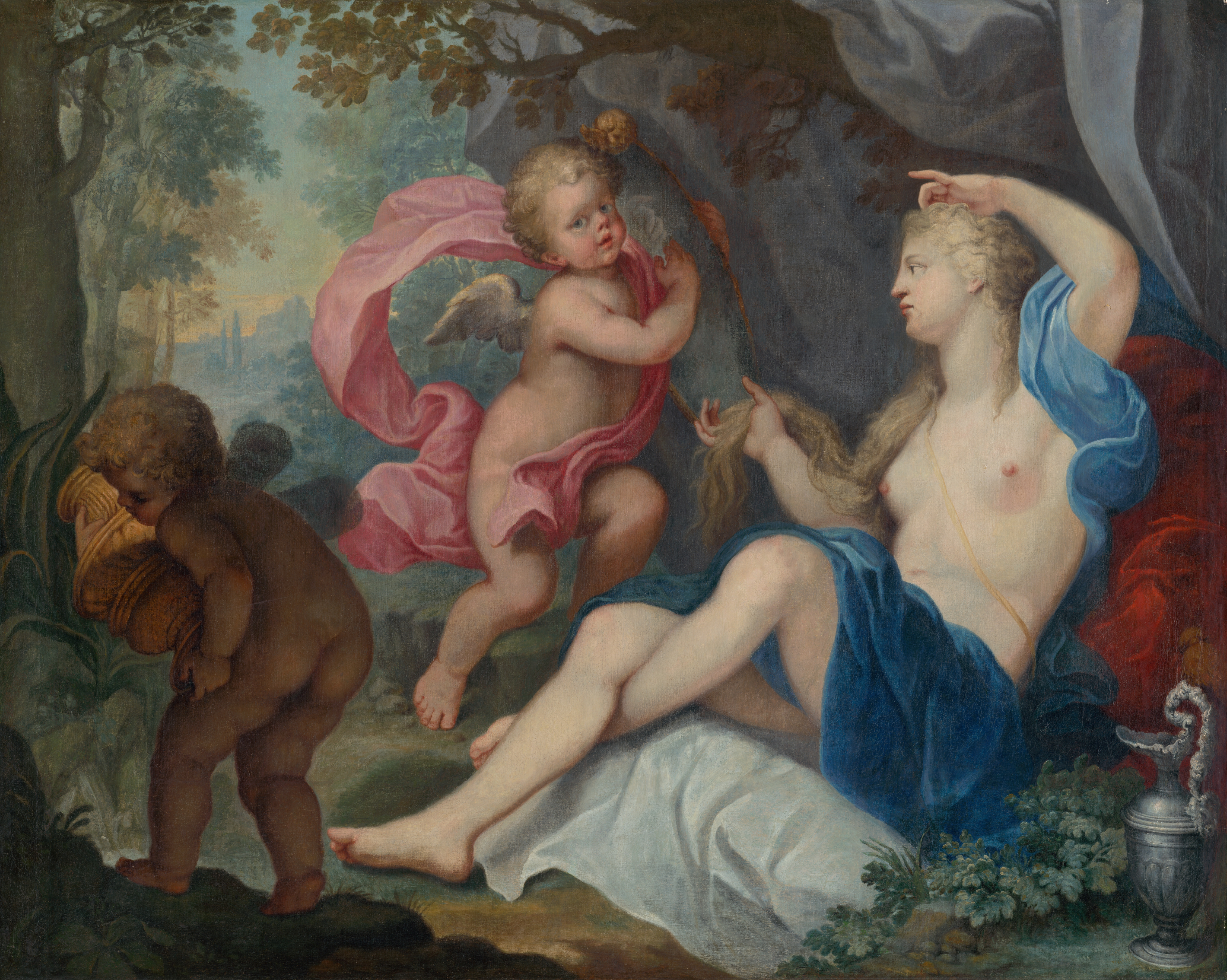
『化粧するヴィーナス』 (1650)
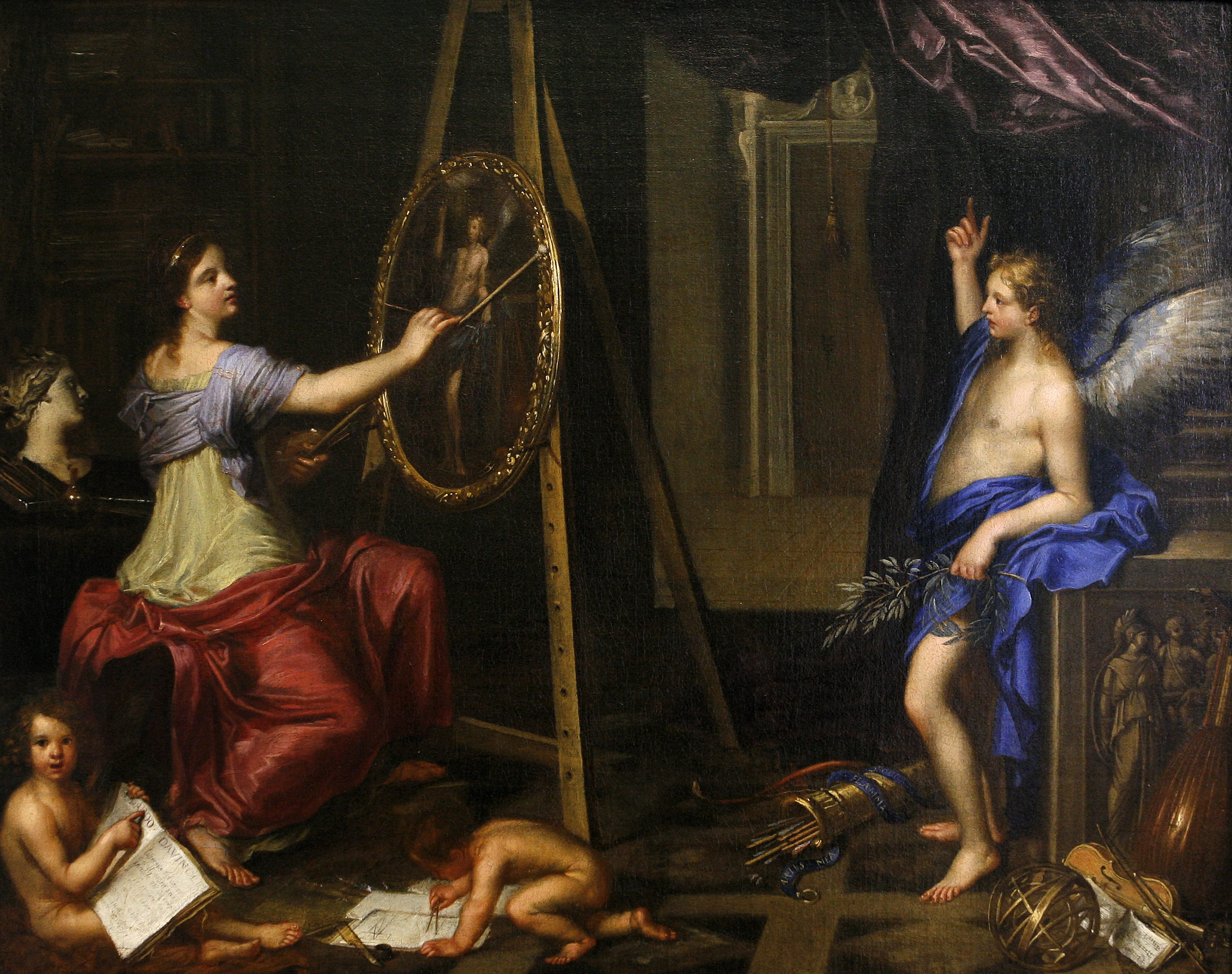
Allegory of Painting (c.1650)
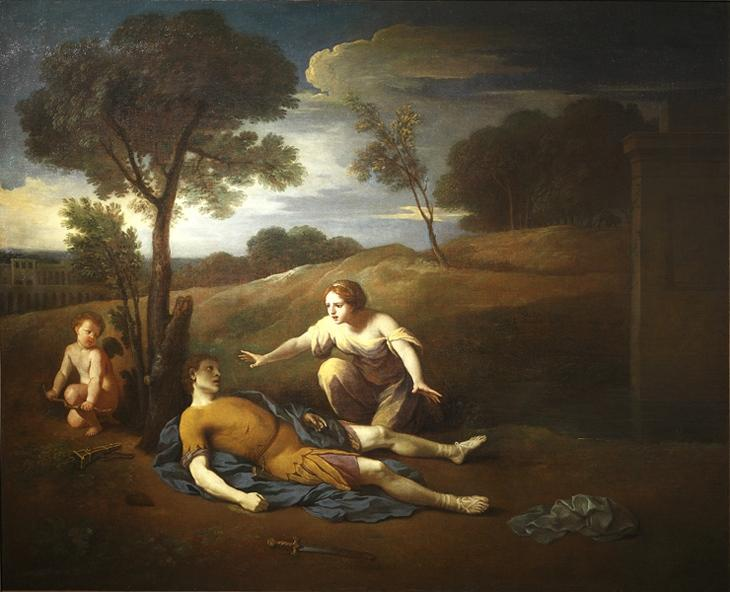
『ピュラモスとティスベ』